# 신체검사

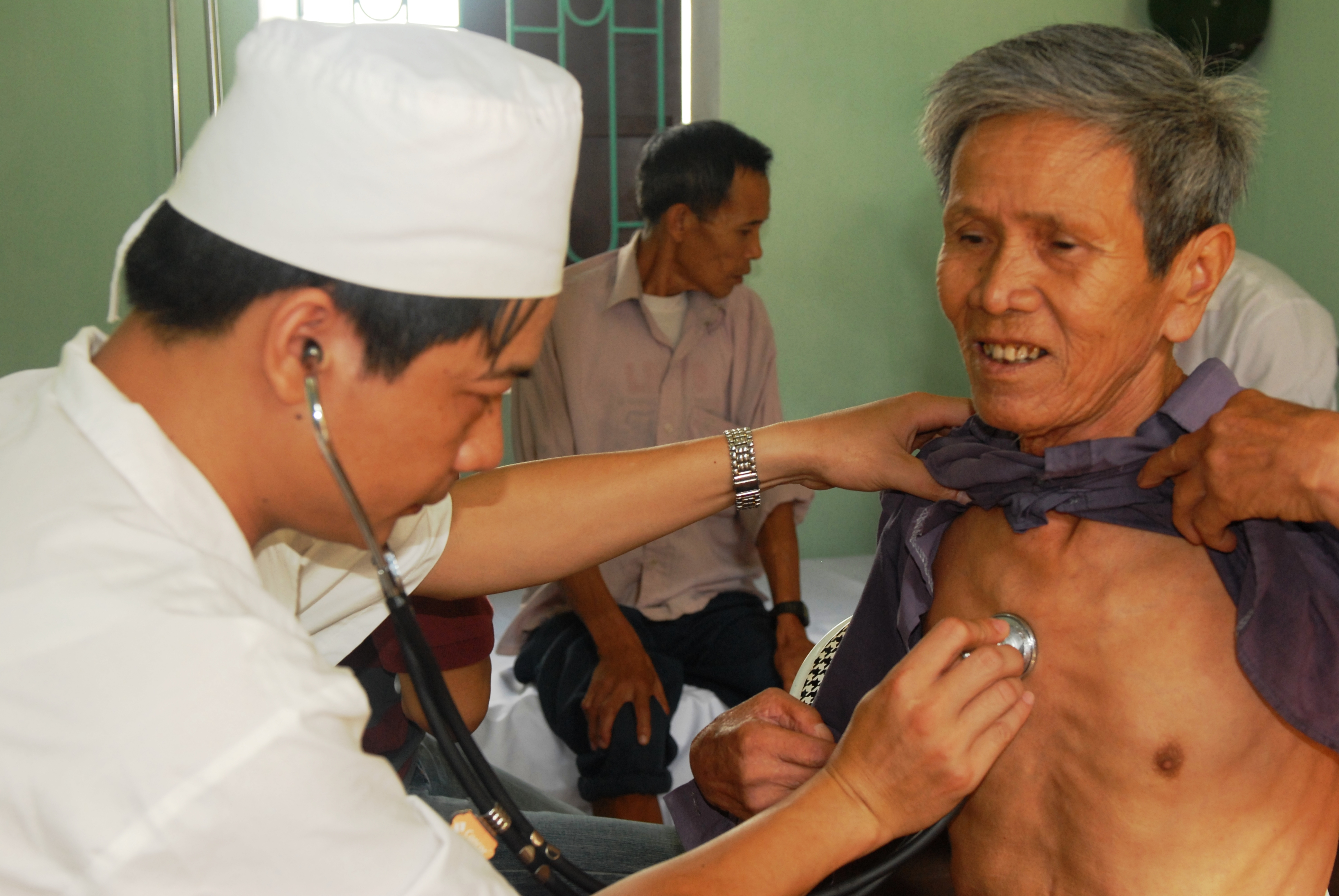
베트남의 한 노인이 신체검사를 받고 있다.

신체검사(身體檢査, physical examination) 또는 건강검진(medical examination, clinical examination, medical checkup)은 건강한지를 알기 위하여 신체를 검사하는 일이다. 신체의 체격이나 질병 등을 검사한다. 의사가 질병에서 비롯된 증상을 바탕으로 환자의 몸을 검사하는 과정을 일컫는다. 신체검사는 주로 의학 역사의 예를 따르는데, 과거에 동일 질병에 걸린 환자들이 겪었던 증상을 토대로 한다. 이러한 검사와 함께 검사 기계 등을 동반해 정밀한 진단을 내리고 그 질병에 맞는 처방을 내린다. 이 자료들은 의료 기록지에 남는다. 대한민국에서는 보건복지부 예하 국민건강보험공단의 국가공단 일반건강검진, 국가공단 6대 암검진이 있다. 대한민국 국회에서 2008년 건강검진기본법이 통과되어 2009년 시행되었다.

## 진행 과정
- 문진표 작성
- 상담
- 키, 체중, 혈압측정
- 구강검사
- 혈액검사
- 소변검사
- 흉부 X-ray 검사
- 분변잠혈검사
- 위 내시경, 대장내시경
- 우울증, 인지기능검사

위 모든 절차를 끝내면 2주 안으로 검진처에서 건강검진결과통보서가 등기우편이나 이메일로 오며 고혈압, 당뇨, 인지기능장애 의심되어 확진검사대상자가 되면 가까운 병, 의원에서 진료받을 수 있다.

## 같이 보기
- 심음
- 몸무게
- 징병검사